# Chocolat (album)
Albums de Roméo Elvis
Morale 2
(2017) Maison
(2020)
Singles
1. Malade
Sortie : 22 février 2019
2. Normal
Sortie : 29 mars 2019
3. Soleil
Sortie : 1er juillet 2019
4. Chocolat
Sortie : 1er novembre 2019

Chocolat est le premier album studio solo du rappeur belge Roméo Elvis, sorti le 12 avril 2019.

## Historique
À la suite du succès de Morale et Morale 2, albums qui naissent de sa collaboration avec le producteur Le Motel, Roméo Elvis annonce la sortie un album solo en 2019 au mois de novembre 2018. D'abord prévu pour le 5 avril, il est finalement repoussé d'une semaine. L'album s'intitule Chocolat.
Révélant la pochette ainsi que les titres de son album en mars 2019, Elvis invite M, Zwangere Guy, Témé Tan et Damon Albarn, le chanteur du groupe Gorillaz. La pochette montre un Roméo Elvis fixant l'objectif, un air hébété, semblant hagard et vaseux sur un fond jaune.
Le 22 février 2019, Elvis dévoile le premier single de Chocolat, Malade, accompagné d'un clip vidéo. L'artiste rompt avec ses standards habituels, avec des thématiques et une approche similaire à Lomepal, son ami. Néanmoins, il assure à ses fans sur les réseaux sociaux que l'album sera bien fidèle à son identité artistique. Le 29 mars, le rappeur belge publie son deuxième single, Normal, en même temps que le clip vidéo. Elvis aborde son approche du succès et le compare à une drogue.

## Réception
Chocolat est bien reçu par la presse à sa sortie.
Laurent Hoebrechts du Focus Vif rédige une critique positive, constatant que l'album a « ses fulgurances et aussi ses maladresses. C'est le disque d'un jeune adulte soldant ses comptes avec son adolescence agitée, à la fois grande gueule et frontalement sincère. Un album qui lui ressemble terriblement: c'est sa plus grande victoire ». Emmanuel Marolle du Parisien donne un 4/5 à Chocolat qui est selon lui fait de « 19 titres riches, éclectiques, où le rap sombre de « Malade » ou « 3 étoiles » côtoie des chansons plus personnelles comme « Solo » « En silence » et « Belgique Afrique », des tubes en puissance comme le lumineux « Soleil » et des invités inattendus, tels M, le temps de « Parano » ou Damon Albarn de Blur et Gorillaz pour terminer sur le magnifique « Perdu » ».
La Libre Belgique est perplexe quant à la solidité de l'album : « Roméo Johnny Elvis Kiki Van Laeken reste une bête de scène assumée et un amuseur public certifié. Quand il se prend plus au sérieux, en revanche, les limites sont plus évidentes ».

## Liste des pistes
| Chocolat | Chocolat                                                  | Chocolat                         | Chocolat                                         | Chocolat | Chocolat | Chocolat | Chocolat | Chocolat | Chocolat |
| No       | Titre                                                     | Auteur                           | Producteur(s)                                    | Durée    |          |          |          |          |          |
| -------- | --------------------------------------------------------- | -------------------------------- | ------------------------------------------------ | -------- | -------- | -------- | -------- | -------- | -------- |
| 1.       | Intro                                                     | - Roméo Van Laeken               | - VYNK - Dee Eye                                 | 3:34     |          |          |          |          |          |
| 2.       | Chocolat                                                  | Van Laeken                       | - Eazy Dew                                       | 2:41     |          |          |          |          |          |
| 3.       | Malade                                                    | Van Laeken                       | - Vladimir Cauchemar - Eazy Dew                  | 3:11     |          |          |          |          |          |
| 4.       | Cœur des hommes                                           | Van Laeken                       | - Vladimir Cauchemar                             | 3:12     |          |          |          |          |          |
| 5.       | Parano (feat. M)                                          | Van Laeken, Matthieu Chedid      | - Vladimir Cauchemar                             | 3:26     |          |          |          |          |          |
| 6.       | Soleil                                                    | Van Laeken                       | - Vladimir Cauchemar - Junior Alaprod - TODIEFOR | 2:52     |          |          |          |          |          |
| 7.       | Bobo                                                      | Van Laeken                       | - Le Seize - TODIEFOR                            | 2:51     |          |          |          |          |          |
| 8.       | Solo                                                      | Van Laeken                       | - Dee Eye                                        | 4:07     |          |          |          |          |          |
| 9.       | 194                                                       | Van Laeken                       | - Junior Alaprod - VYNK                          | 4:47     |          |          |          |          |          |
| 10.      | Normal                                                    | Van Laeken                       | - Seezy                                          | 3:15     |          |          |          |          |          |
| 11.      | 3 étoiles                                                 | Van Laeken                       | - Le Motel - TODIEFOR - VYNK                     | 3:43     |          |          |          |          |          |
| 12.      | Interlude                                                 | Van Laeken                       | - VYNK                                           | 1:48     |          |          |          |          |          |
| 13.      | Viseur                                                    | Van Laeken                       | - VM The Don - VYNK                              | 2:46     |          |          |          |          |          |
| 14.      | Kuneditdoen (feat. Zwangere Guy)                          | Van Laeken, Gorik Van Oudheusden | - VYNK - Easy Dew                                | 3:34     |          |          |          |          |          |
| 15.      | La Belgique Afrique                                       | Van Laeken                       | - Vladimir Cauchemar                             | 3:05     |          |          |          |          |          |
| 16.      | T'es bonne                                                | Van Laeken                       | - Vladimir Cauchemar - TODIEFOR                  | 2:50     |          |          |          |          |          |
| 17.      | Dis-moi                                                   | Van Laeken                       | - Dee Eye - Phasm - VYNK                         | 4:11     |          |          |          |          |          |
| 18.      | En silence (feat. Témé Tan)                               | Van Laeken, Témé Tan             | - Témé Tan - Le Motel                            | 3:21     |          |          |          |          |          |
| 19.      | Perdu (feat. Damon Albarn)                                | Van Laeken, Damon Albarn         | - Damon Albarn - Vladimir Cauchemar - VYNK       | 3:30     |          |          |          |          |          |
| 20.      | 1630 (piste cachée exclusive pour les éditions physiques) | Van Laeken                       |                                                  | 3:30     |          |          |          |          |          |
| 62:40    |                                                           |                                  |                                                  |          |          |          |          |          |          |

## Classements
| Classement (2019-20)         | Meilleure position |
| ---------------------------- | ------------------ |
| Belgique (Flandre Ultratop)  | 4                  |
| Belgique (Wallonie Ultratop) | 1                  |
| France (SNEP)                | 3                  |
| Suisse (Schweizer Hitparade) | 5                  |

## Certification
| Pays           | Certification |
| -------------- | ------------- |
| Belgique (BEA) | Or            |
| France (SNEP)  | Platine       |